# Cruseilles
Cruseilles este o comună în departamentul Haute-Savoie din sud-estul Franței. În 2009 avea o populație de 3.722 de locuitori.

## Evoluția populației
| An        | 1975  | 1982  | 1990  | 1999  | 2006  | 2009  |
| --------- | ----- | ----- | ----- | ----- | ----- | ----- |
| Populație | 1.837 | 2.300 | 2.716 | 3.186 | 3.572 | 3.722 |